# Rank 1
Rank 1 es un grupo neerlandés de música trance fundado en 1997. Sus integrantes son: el músico, productor y DJ, Benno de Goeij y el músico y DJ, Piet Bervoets.
Este dúo se destaca por su distintivo y muy reconocido sonido, producto de la mezcla entre música melódica e instrumental con tintes dramáticos, aderezado con los beats duros y secos del conocido "Trance Neerlandés" (Dutch Trance), que es una variante surgida en los Países Bajos del cual son pioneros. Sin embargo este término se utiliza comúnmente para designar cualquier producción musical del género trance proveniente de dicho país.
El mayor éxito de Rank 1 en ventas es el tema Airwave (2000), el cual logró ubicarse en el lugar 10 en UK Singles Chart y lugar 25 en el Billboard Hot Dance/Club Play charts. El tema Airwave fue reeditado en el año 2003 y relanzado bajo el nombre de Breathing (Airwave 2003), en este se destaca la inclusión de letra de Jan Löchel interpretada por Aino Laos, siendo esta una de las más notables diferencias con respecto al tema Airwave. 
En el año 2009 ocupa el lugar 77 en la revista DJmag. En la revista TheDjlist llegó a ocupar en el año 2007 el lugar 29 entre los mejores DJs del mundo.
La canción "L.E.D There Be Light", fue seleccionada como himno (Anthem) del festival "Trance Energy 2009" así como música de fondo del anuncio del Electric Daisy Carnival 2009. Así como la canción "Symfo" es el tema del "Sunrise Festival 2009".

## Discografía

### Álbumes
- 2004 Symsonic

### Sencillos
Rank 1
- Airwave (1999)
- Black snow / The Citrus Juicer (Vinilo) (2000)
- Such is life (2001)
- Awakening (2002)
- Breathing (Airwave) (2003)
- It's up to you (Symsonic) (Vinilo) (2003)
- Beats @ Rank-1 Dotcom / After me (2004)
- Opus 17 / Top gear (Vinyl) (2005)
- And Then (Original Mix) (2007)
- And Then (Rank 1 Remix) (2007)
- L.E.D. There Be Light (Trance Energy 2009 Theme) (2009)
- Symfo (Sunrise Festival Theme) (2009)
- The Great Escape (With Jochen Miller) (2010)
- 100 (With Nic Chagall & Wippenberg) (2010)
- "Wild And Perfect Day" (with Jochen Miller) (2012)
- "Witness" (with Cerf, Mitiska & Jaren) (2012)
- "7 instead of 8" (2012)
- "Elements of Nature" (vs. M.I.K.E.) (2013)
- "Floorlifter" (2013)
- "13.11.11" (2013)
- Freudenrausch" (with Dennis Sheperd) (2014)

R.O.O.S (alias de Rank 1).
- 1997 "Instant Moments"
- 1997 "Instant Moments (Waiting For)" (junto a Evelyne Derks)
- 1998 "Living in a Dream"
- 1999 "Body, Mind & Spirit"
- 2002 "Instant Moments 2002"

Pedro & Benno (alias de Rank 1).
- 1997 "Scream For Love"
- 1998 "Talkin' To You"
- 1999 "Speechless"

A.I.D.A. (alias de Rank 1).
- 1999 "Far And Away"
- 1999 "Far And Away/Merit"
- 1999 "Remember Me/Corvana"

Otros alias
- 1997 "Human Beast", como Simplistic Mind
- 1997 "Baby Freak", como Precious People
- 1997 "Reflections of Love", como Precious People
- 1998 "To the Church", como Two Disciples
- 1998 "I Know You're There", como Tritone (junto a DJ Misjah)
- 1998 "Ssst... (Listen)", como Jonah (junto a DJ Misjah)
- 1998 "Subspace Interference", como Control Freaks (junto a DJ Tiesto)
- 1998 "Play it Rough", como System Eight (junto a Michel Keyser)
- 1999 "Human Planetarium", como Gualagara
- 2000 "Yeah... Right", como Jonah (junto a DJ Misjah)
- 2000 "Straight to the Point", como SPX (junto a DJ Misjah)
- 2003 "The Anthem 2003", como Sensation
- 2003 "Perfect Blend/Deep Ranger", como Mac J

### Remixes
1999:
- York – Reachers Of Civilization

2000:
- Tunnel Allstars – Blue Lagoon
- System F feat. Saskia Lie-Atjam – Cry
- Mary Griffin – Perfect Moment
- Cygnus X – Superstring
- Baby D – Let Me Be Your Fantasy
- Angelic feat. Amanda O'Riordan – It's My Turn
- Chakra feat. Kate Cameron – Home (Unreleased)

2001:
- Ayumi Hamasaki – Far Away
- Delerium feat. Rani Kamal – Underwater

2002:
- Gouryella – Ligaya (Unreleased)
- Nu NRG – Dreamland
- Ayumi Hamasaki – Dearest
- Marc Aurel – Sound Of Love
- Jam X & De Leon – Mind Made Up

2003:
- Push – Journey Of Life

2004:
- Angel City feat. Lara McAllen – Touch Me

2005:
- Mr Sam feat. Kirsty Hawkshaw – Lyteo
- ATB feat. Tiff Lacey – Humanity

2006:
- Ronald van Gelderen – This Way
- Freddie Mercury – Love Kills

2007:
- Cosmic Gate – Analog Feel
- JOOP – The Future
- Alex Bartlett & Andy Guess feat. Anthya – Touch The Sun

2008:
- Anton Sonin & AMX feat. Sari – Undone
- Marcel Woods feat. MC Da Silva – On Fire
- Ronald van Gelderen – Embrace Me
- Leon Bolier & Jonas Steur – Lost Luggage

2010:
- Velvetine – Safe (Wherever You Are)
- Mat Zo – 24 Hours
- Cosmic Gate – Fire Wire

2011:
- Super8 & Tab feat. Julie Thompson – My Enemy

2013:
- Conjure One feat. Leigh Nash – Under The Gun
- Giuseppe Ottaviani feat. Eric Lumiere – Love Will Bring It All Around

### Curiosidades
El sencillo Awakening, junto con otros grandes éxitos del trance del año 2004, forma parte de la banda sonora de la serie de Anime japonesa Area 88.